# Ara militaris militaris
La guacamaya verde común, (Ara militaris militaris), también llamado comúnmente guacamayo verde, papagayo verde, papagayo militar, guacamayo militar, o guacamaya militar, es una de las subespecies en que se divide la especie Ara militaris, un ave grande y colorida, perteneciente a la familia de los loros. Esta subespecie habita en selvas, bosques húmedos, y palmerales del noroeste de América del Sur.  

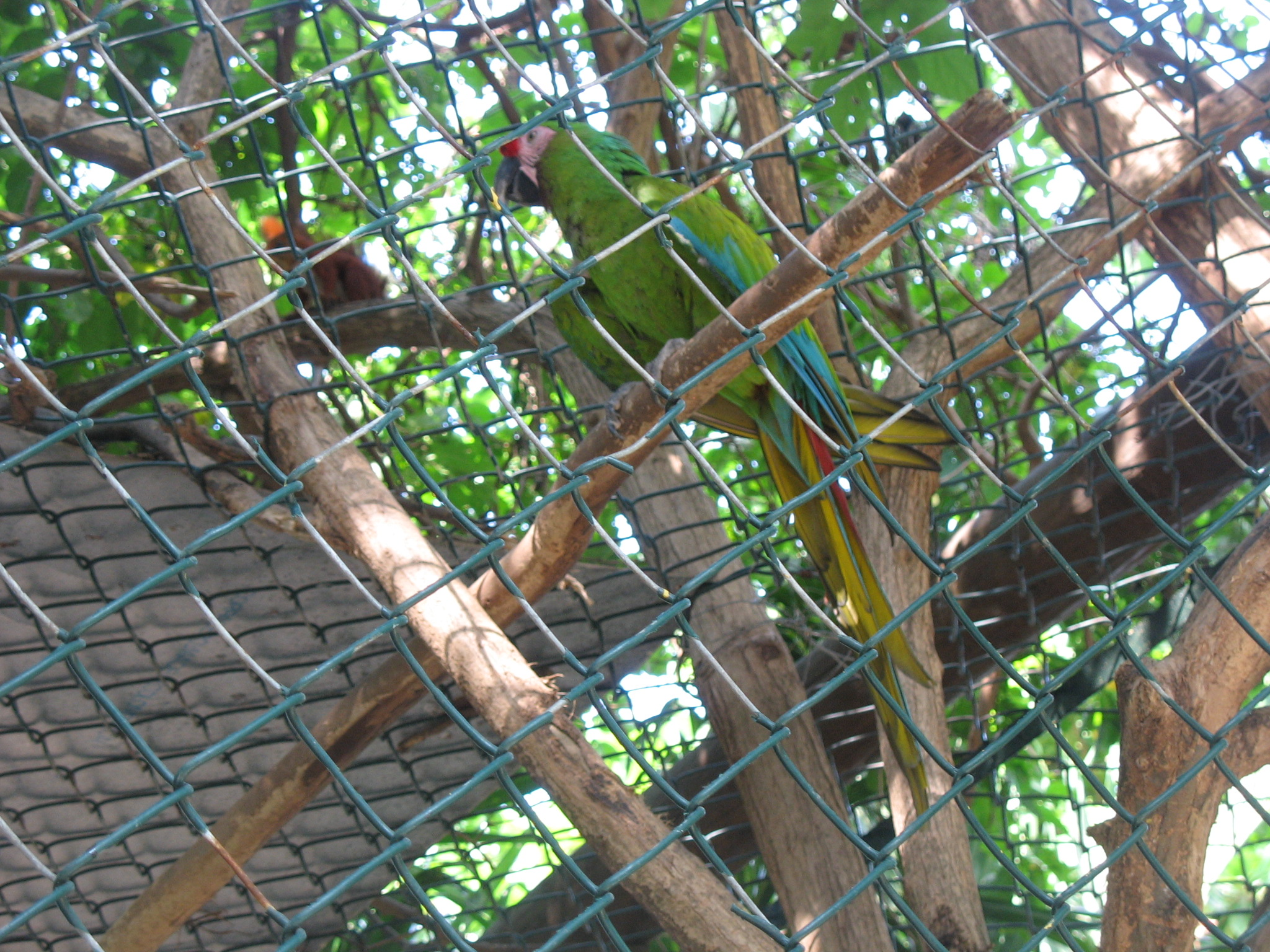
Ara militaris militaris en el zoológico de Barranquilla, Colombia.

## Diferencias entre las subespecies
Es un guacamayo grande, verde, con mancha en la frente roja brillante, y plumas remeras azules. En la cara presente un color rosado con finas líneas de plumas negras. Estas son las diferencias entre las subespecies:
- Ara militaris militaris Los adultos de ambos sexos presentan el dorso y las cubiertas de las alas de color verde lavado de oliva; la parte dorsal del cuello es azul con tono rojizo, la frente y las líneas finas en lores rojas, garganta oliva amarronada, lo superior de la cola color marrón rojizo oscuro, con las plumas con la punta azul oscuro. Pico gris a negro. La cara es blanca rosácea que se vuelve más rosa oscura cuando el ejemplar está excitado. Las líneas finas de plumas en la cara son verde a negro. Los ojos son de color amarillo. Posee menor tamaño que A. m. mexicana. y en las alas las plumas cobertoras medianas y secundarias poseen punta verde.
- Ara militaris mexicanus similar a A. m. militaris pero posee mayor tamaño.
- Ara militaris bolivianus similar a A. m. militaris pero la garganta muestra una tonalidad marrón-rojiza, las plumas cobertoras de los oídos muestran sus bases rojas; la punta de la cola y las bandas externas de las plumas remeras primarias son de un azul más oscuro.

## Distribución y hábitat
Se distribuye por las selvas y bosques andinos desde Venezuela hasta el sudeste del Perú.
En Venezuela está muy localizada en el noroeste, con otra población en la frontera entre Venezuela y Colombia en la zona del parque nacional Catatumbo-Barí.
En Colombia, habita desde la península de la Guajira y la Sierra Nevada de Santa Marta a través de la sierra de Perijá y la sierra de San Lucas. Hacia el sur, se extiende a lo largo de los Andes orientales, con poblaciones localizadas en la vertiente del Pacífico del Chocó, valle del Cauca, el alto valle de la Magdalena y en la sierra de la Macarena.
Presenta una población disyunta a la anterior, que se distribuye en los Andes orientales de Ecuador, y del Perú, en la cuenca del río Chinchipe hasta la provincia de Urubamba, siendo raro en la vertiente Andina peruana del Pacífico.
Habita en selvas serranas y bosques húmedos de las tierras bajas adyacentes, colinas boscosas y cañones. En el norte del departamento de Puno, Perú, resultó más frecuente en un mosaico de plantaciones de sombra de cafetales con parches degradados de bosques remanentes, que en la vecina selva prístina de Yungas.

## Costumbres
Viven normalmente en parejas o conjuntos familiares de 3 a 4 ejemplares o bandadas de hasta 10, aunque pueden llegar a formar grupos mayores en los dormideros.  
Forman pareja de por vida. Aprovechan las cavidades hechas por los pájaros carpinteros (familia Picidae) u otros huecos formados naturalmente en árboles de madera suave, para allí establecer sus nidos. La hembra pone 2 o 3 huevos elípticos blancos, que empolla por 26 días. Ambos padres crían a los polluelos durante 105 días. Al año de edad las crías se separan de sus padres. Se reproducen a partir del nivel del mar hasta los 3100 m s. n. m., aunque mayormente lo hace entre los 500 y los 1500 m s. n. m. Prefiere emplear para situar tanto sus dormideros comunales como a sus nidos a los grandes acantilados, o en árboles de gran tamaño. 
Pueden ser observados alimentándose en árboles altos; lo hacen de semillas, frutas, nueces, flores y néctar. Debido a sus necesidades alimenticias, realizan constantes desplazamientos entre los territorios cercanos en busca de comida. Mientras lo hacen, se mantienen en constante contacto mediante potentes vocalizaciones, las que son audibles a largas distancias.

## Relación con el hombre
Es popular como ave doméstica por su comportamiento sociable y porque aprende a imitar palabras, además de por su colorido plumaje.  

## Conservación
La destrucción de su hábitat y su captura para el comercio han contribuido a la disminución de sus poblaciones, habiendo desaparecido de algunas áreas de su distribución original.
Dado que su población está reduciéndose se la considerarla en estado «vulnerable» en la Lista Roja de especies amenazadas de la UICN; también aparece en el Apéndice l del Convenio sobre el Comercio Internacional de Especies Amenazadas de Fauna y Flora Silvestre (CITES). De manera nacional, está protegida por diversas leyes y decretos.